# Weir Lake
Weir Lake är en sjö i Kanada.   Den ligger i provinsen Manitoba, i den östra delen av landet, 1 800 km nordväst om huvudstaden Ottawa. Weir Lake ligger 183 meter över havet. Arean är 7,3 kvadratkilometer. Den sträcker sig 2,9 kilometer i nord-sydlig riktning, och 4,1 kilometer i öst-västlig riktning.
Trakten runt Weir Lake är nära nog obefolkad, med mindre än två invånare per kvadratkilometer.